# Gli insaziabili
Gli insaziabili, in seguito ridistribuito come Femmine insaziabili, è un film del 1969 diretto da Alberto De Martino.

## Trama
Il giornalista italiano Paolo Vittori, momentaneamente negli Stati Uniti a Los Angeles, si ritrova a soccorrere un uomo inseguito da due brutti ceffi che lo vogliono uccidere. Scopre poi che si tratta del suo amico d'infanzia Giulio Lamberti, di cui aveva perso le tracce. Lamberti, emigrato negli Stati Uniti, è divenuto un celebre attore di pubblicità per la International Chemical.
Poco dopo Lamberti viene trovato carbonizzato all'interno della sua auto che ha avuto un incidente. Vittori comincia così a indagare scoprendo gli altarini dei principali azionisti della International Chemical. Ma contemporaneamente anche che il suo vecchio amico, che lui sapeva un puro idealista, si è trasformato e ne scopre lati sempre più oscuri, seguendo le tracce di un suo diario, di cui manca però il volume più importante.
Un losco figuro di nome Bill Steiner ricatta gli azionisti della compagnia: si rivela in possesso del diario mancante ed è disposto a consegnarlo in cambio di una grossa cifra di danaro. Vittori non persuaso si mette sulle tracce del ricattatore e, al momento dello scambio, lo aggredisce scoprendo trattarsi di Lamberti travestito, che aveva simulato la propria morte così da architettare questo ricatto. Poiché stava per essere licenziato dalla compagnia, intendeva rifarsi su di essa estorcendo un grosso quantitativo di denaro prima di sparire in Messico. Durante la fuga, però, Lamberti precipita da un tetto e muore.
Vittori, un tempo giornalista idealista, viene ora convinto da Vanessa Brighton, importante azionista della società, a scriverne la biografia, divenendo al contempo suo amante e mantenuto.

## Produzione
Gli interni del film, ambientato a Los Angeles, sono stati girati in alcune ville nei dintorni di Roma.

## Distribuzione
Il film è stato distribuito in Italia a partire dal 14 agosto 1969. In Germania Ovest è stato distribuito il 13 agosto 1970, nei Paesi Bassi il 26 novembre 1970, in Finlandia il 23 luglio 1971 e in Francia il 31 maggio 1973.
In Italia il film è stato originalmente distribuito con il titolo Gli insaziabili, poi rieditato con il titolo di Femmine insaziabili. È inoltre conosciuto anche con il titolo Le insaziabili
Il film è inoltre conosciuto anche con i titoli Beverly Hills, Crepúsculo dos Insaciáveis (Brasile), Corrupción insaciable (Spagna), Verinen suudelma (Finlandia), Perversion (Francia), The Insatiables (Regno Unito), Oi asygratitoi e Sti skia tou thanatou (Grecia), Spel der verdorvenen (Paesi Bassi), As Insaciáveis (Portogallo), Carnal Circuit (Stati Uniti), Exzess e Mord im schwarzen Cadillac (Germania Ovest).

## Accoglienza

### Critica
(FilmTv.it)